# Stélka

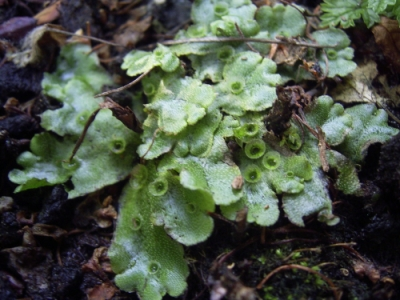
Porostnice mnohotvárná (Marchantia polymorpha), učebnicový příklad stélky

Stélka (thallus) je označení pro těla bezcévných rostlin a některých řas či hub. Ta nejsou členěná (diferencovaná) na jednotlivé orgány, jimiž je u cévnatých rostlin kořen, stonek a list. Někdy však k jisté diferenciaci jednotlivých částí těla dochází, např. u mechů – tyto struktury označujeme jako fyloidy (zastupují listy), rhizoidy (zastupují kořeny) apod. Vnitřní stavba je většinou tvořena parenchymem.
Stélkatým tělem se vyznačují mechorosty (mechy, játrovky, hlevíky), lišejníky a gametofyt kapraďorostů. Rovněž tělům různých řas (nejen zelené řasy, ale i např. ruduchy či různá Chromalveolata) a sinic říkáme stélka, protože nejsou rozlišena.
Opakem stélky je kormus, rozlišené tělo.

## Typy stélek řas
Je možné rozlišovat několik druhů stélek řas:
|  | s bičíky → monadoidní stélka                   |
|  |                                                |
|  | s panožkami → rhizopodová (měňavkovitá) stélka |
|  |                                                |

|  | uložená ve slizu → kapsální stélka |
|  |                                    |
|  | holé buňky → kokální stélka        |
|  |                                    |

|  | s bičíky → monadoidní stélka                   |
|  |                                                |
|  | s panožkami → rhizopodová (měňavkovitá) stélka |
|  |                                                |

|  | uložená ve slizu → kapsální stélka |
|  |                                    |
|  | holé buňky → kokální stélka        |
|  |                                    |

|  | s bičíky → monadoidní stélka                   |
|  |                                                |
|  | s panožkami → rhizopodová (měňavkovitá) stélka |
|  |                                                |

|  | uložená ve slizu → kapsální stélka |
|  |                                    |
|  | holé buňky → kokální stélka        |
|  |                                    |

|  | s bičíky → monadoidní stélka                   |
|  |                                                |
|  | s panožkami → rhizopodová (měňavkovitá) stélka |
|  |                                                |

|  | uložená ve slizu → kapsální stélka |
|  |                                    |
|  | holé buňky → kokální stélka        |
|  |                                    |

| jednojaderné buňky | \| \| nerozlišeny hlavní a postranní větve → trichální stélka \| \| \| \| \| \| rozlišeny hlavní a postranní větve → heterotrichální stélka \| \| \| \| |
|                    | \| \| nerozlišeny hlavní a postranní větve → trichální stélka \| \| \| \| \| \| rozlišeny hlavní a postranní větve → heterotrichální stélka \| \| \| \| |
| mnohojaderné buňky | → sifonokladální stélka |
|                    | → sifonokladální stélka |
|                    | nerozlišeny hlavní a postranní větve → trichální stélka                                                                                                 |
|                    | |
|                    | rozlišeny hlavní a postranní větve → heterotrichální stélka                                                                                             |
|                    | |

|  | nerozlišeny hlavní a postranní větve → trichální stélka     |
|  |                                                             |
|  | rozlišeny hlavní a postranní větve → heterotrichální stélka |
|  |                                                             |

| jednojaderné buňky | \| \| nerozlišeny hlavní a postranní větve → trichální stélka \| \| \| \| \| \| rozlišeny hlavní a postranní větve → heterotrichální stélka \| \| \| \| |
|                    | \| \| nerozlišeny hlavní a postranní větve → trichální stélka \| \| \| \| \| \| rozlišeny hlavní a postranní větve → heterotrichální stélka \| \| \| \| |
| mnohojaderné buňky | → sifonokladální stélka |
|                    | → sifonokladální stélka |
|                    | nerozlišeny hlavní a postranní větve → trichální stélka                                                                                                 |
|                    | |
|                    | rozlišeny hlavní a postranní větve → heterotrichální stélka                                                                                             |
|                    | |

|  | nerozlišeny hlavní a postranní větve → trichální stélka     |
|  |                                                             |
|  | rozlišeny hlavní a postranní větve → heterotrichální stélka |
|  |                                                             |

- monadoidní stélka (bičíkatá) – jednobuněčná, jednojaderná, obvykle dvoubičíkatá, na povrchu s periplastem či pelikulou, často stigma nebo pulzující vakuola; vyskytuje se např. u skupin obrněnky, zlativky, krásnoočka, zelené řasy
- rhizopodová stélka (měňavkovitá, améboidní) – jednobuněčná, jednojaderná, pohyb panožkami, na povrchu bývá periplast či pouhá plazmalema, někdy též stigma nebo pulzující vakuola; vyskytuje se např. u různobrvek či u zlativek
- kapsální stélka (gloeomorfní) – jednobuněčná, jednojaderná, uložená ve slizu, někdy též stigma nebo pulzující vakuola; vyskytuje se např. u skupin Xanthophyceae či Chlamydophyceae
- kokální stélka (buněčná) – jednobuněčná, jednojaderná, nepohyblivá, povrch kryt buněčnou stěnou, uvnitř bez stigmat nebo pulzujících vakuol; vyskytuje se u různých zelených řas, např. spájivky a Chlamydophyceae
- trichální stélka (vláknitá) – mnohobuněčná, z jednojaderných buněk obklopených buněčnou stěnou, nevětvené nebo jednoduše větvené; vyskytuje se např. u skupin různobrvky, spájivky, jiné zelené řasy či kadeřnatky
- heterotrichální stélka – rovněž mnohobuněčná a z jednojaderných buněk, ale je u ní odlišeno hlavní (osní) a postranní vlákno; vyskytuje se např. u skupin ruduchy a parožnatky
- pletivná stélka – mnohobuněčná, odvozená od trichální a heterotrichální, vzniká buněčným dělením ve dvou nebo třech vzájemně kolmých rovinách, pseudoparenchymatická či dokonce parenchymatická (tzn. s plazmodezmaty mezi buňkami); vyskytuje se např. u skupin ruduchy a parožnatky
- sifonokladální stélka – mnohobuněčná ve tvaru vlákna či vakovitá, větvená či nevětvená, ale buňky (obklopené buněčnou stěnou) vždy mnohojaderné; vyskytuje se např. u zelených řas
- sifonální stélka (trubicovitá) – jednobuněčná, ale přesto ve tvaru vlákna či vakovitá, mnohojaderná, obklopená buněčnou stěnou; u různých zelených řas (rod Caulerpa)